# Tuberculatus acuminatus
Tuberculatus acuminatus är en insektsart. Tuberculatus acuminatus ingår i släktet Tuberculatus och familjen långrörsbladlöss. Inga underarter finns listade i Catalogue of Life.